# Жан де Люксембург-Виль
Жан де Люксембург (фр. Jean de Luxembourg; ум. в сентябре 1508, Брюссель) — сеньор де Виль и де Ла-Амед.

## Биография
Второй сын Жака I де Люксембурга, сеньора де Фиенн, и Марии де Берлемон.
Первый камергер и советник короля Кастилии Филиппа I Красивого. 
В 1501 году на капитуле в Брюсселе был принят в рыцари ордена Золотого руна.
После смерти Филиппа Красивого и провозглашения штатгальтером Нидерландов Маргариты Австрийской Жан де Люксембург стал членом тайного совета, а его жена первой придворной дамой.
Погребен в церкви якобинцев в Дуэ, стихотворная французская эпитафия с его надгробия приведена у барона де Рейффенберга.

## Семья
Жена (1502): Элизабет ван Кулемборг (30.03.1475—9.12.1555), дама ван Хогстратен, дочь Яспера II ван Кулемборга и Жанны Бургундской. Брак бездетный. Вторым браком вышла за Антуана I де Лалена, сеньора де Монтиньи, д’Эстре и де Мерб